# Almamellék
Almamellék es un pueblo ubicado en el condado de Baranya, Hungría.

## Superficie
Posee una superficie de 44,33 kilómetros cuadrados.

## Demografía
Hasta 2021 la población era de 394 habitantes, con una densidad de población de 8,88 habitantes por kilómetro cuadrado.